# Eudendrium bermudense
Eudendrium bermudense is een hydroïdpoliep uit de familie Eudendriidae. De poliep komt uit het geslacht Eudendrium. Eudendrium bermudense werd in 1988 voor het eerst wetenschappelijk beschreven door Calder. 